# Yingluo (köpinghuvudort i Kina, Liaoning Sheng, lat 40,64, long 122,70)
Yingluo (kinesiska: 英落, 英落镇) är en köpinghuvudort i Kina. Den ligger i provinsen Liaoning, i den nordöstra delen av landet, omkring 140 kilometer sydväst om provinshuvudstaden Shenyang. Antalet invånare är 45 511. Befolkningen består av 22 136 kvinnor och 23 375 män. Barn under 15 år utgör 14,0 %, vuxna 15-64 år 75 %, och äldre över 65 år 9,0 %.
Runt Yingluo är det tätbefolkat, med 493 invånare per kvadratkilometer. Närmaste större samhälle är Gangdu, 15,7 km väster om Yingluo. Trakten runt Yingluo består till största delen av jordbruksmark.
Genomsnittlig årsnederbörd är 976 millimeter. Den regnigaste månaden är juli, med i genomsnitt 249 mm nederbörd, och den torraste är januari, med 7 mm nederbörd.